# اکوسامبو
اکوسامبو (به لاتین: Akosombo) یک منطقهٔ مسکونی در غنا است که در منطقه شرقی (غنا) واقع شده‌است.

## خصوصیات
اکوسامبو ۱۵۱ متر بالاتر از سطح دریا واقع شده‌است.